# Baulne
Baulne ist eine französische Gemeinde mit 1.468 Einwohnern (Stand: 1. Januar 2022), die im Département Essonne und in der Region Île-de-France liegt. Sie gehört zum Arrondissement Étampes und zum Kanton Mennecy. Die Einwohner werden Baulnois genannt.

## Geographie
Baulne liegt etwa 40 Kilometer südlich von Paris am Ufer des Flusses Essonne, der auch die westliche Gemeindegrenze bildet. Die Gemeinde liegt im Regionalen Naturpark Gâtinais français. 
Umgeben wird Baulne von den Nachbargemeinden Itteville im Norden und Westen, Ballancourt-sur-Essonne im Norden und Nordosten, Champcueil im Osten und Nordosten, Mondeville im Osten, Videlles im Südosten, La Ferté-Alais im Süden sowie Cerny im Westen und Südwesten.

## Bevölkerungsentwicklung
| 1962                       | 1968 | 1975 | 1982 | 1990 | 1999 | 2006 | 2019 |
| -------------------------- | ---- | ---- | ---- | ---- | ---- | ---- | ---- |
| 513                        | 613  | 634  | 953  | 1207 | 1380 | 1362 | 1311 |
| Quellen: Cassini und INSEE |      |      |      |      |      |      |      |

## Sehenswürdigkeiten
- Kirche Saint-Étienne
- Neolithischer Unterstand und "Polissoir du Puy Sauvage" (Monument historique)

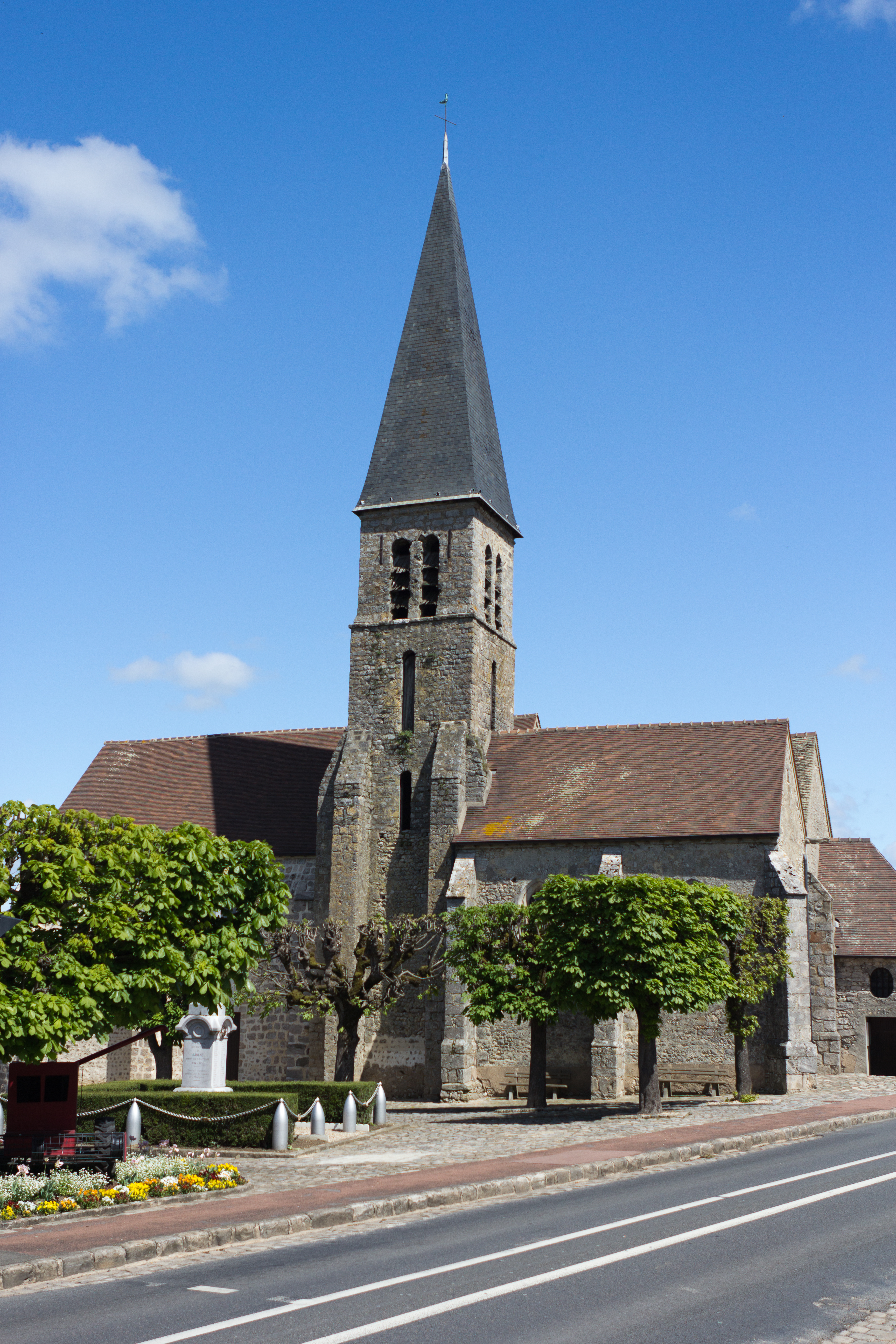
Kirche Saint-Étienne